# حماما
الحَمَامَا   (من اليونانية: آمُومُنْ) جنس نبات اسمه العلمي (باللاتينية: Amomum).